# Перица Огњеновић
Перица Огњеновић (Смедеревска Паланка, 24. фебруар 1977) је бивши српски фудбалер, а садашњи фудбалски тренер.

## Клупска каријера
Огњеновић је прве фудбалске кораке направио у локалном клубу Младост Гоша из Смедеревске Паланке. За сениорски тим је дебитовао са шеснаест година. Клуб се тада такмичио у трећој лиги. Током 1994. године прелази у Црвену звезду.

### Црвена звезда
Већ у првој сезони је освојио дуплу круну. Добио је шансу на три утакмице у шампионату и једној у Купу, у тиму где су ведете били Дарко Ковачевић, Дејан “Рамбо“ Петковић, Небојша Крупниковић, Звонко Милојевић... Већ у наредној сезони је постао стандардан првотимац. Одиграо је 33 утакмице у шампионату – највише од свих играча у екипи и постигао осам голова, док је у походу на трофеј у Купу Југославије забележио осам наступа уз три постигнута гола, од којих је један у победи против Лознице (6:1), постигао директно из корнера. У сезони 1996/97, Звезда је у Купу победника купова избацила шкотски Хартс и немачки Кајзерслаутерн (4:0 у Београду после продужетака), док је тим Барселоне ипак био превисока препрека у осмини финала. Екипа је трећи пут узастопно тријумфовала у националном купу, у којем је Перица одиграо шест утакмица, док је у Купу купова забележио пет наступа. У другом делу сезоне је због повреде испао из ритма, па је улазио са клупе у финишу шампионата.
У сезони 1997/98. потпуно је бљеснуо и одиграо најбољу сезону у каријери. Са два гола решио је 108. вечити дерби против Партизана (2:0). И наредна два дербија црвено-бели су добили, 109. са 2:1, а 110. дерби са чак 4:0 уз још један погодак Перице Огњеновића. Ипак, те сезоне је Обилић стигао до титуле испред Звезде. Перица је у шампионату одиграо 24 утакмице уз девет постигнутих голова.
Од лета 1998. године, Огњеновић је понео и капитенску траку након преласка Дејана Станковића у Лацио. Перица је пружио сјајне партије у Купу УЕФА 1998/99. постигавши чак шест голова у седам утакмица и био је најбољи стрелац тима те сезоне у такмичењу које данас носи назив Лига Европе. Против грузијског Колхетија постигао је три гола у првом колу квалификација (један у победи од 4:0 на гостовању, а два у убедљивом тријумфу од 7:0 у Београду). У следећој квалификационој рунди противник је био руски Ротор из Волгограда, против кога је био стрелац по једног поготка у Русији и на београдској Маракани у две победе од по 2:1. У стрелце се уписао и против француског Меца у победи од 2:1 у првом мечу првог кола. У реваншу није играо због парних жутих картона, а Звезда је у драматичној утакмици прошла на пенале. Наредни противник био је Лион, а Звезди због политичке ситуације није дозвољено да дочека француски тим у Београду, већ у Букурешту, где је Лион славио са 2:1. У Француској црвено-бели нису имали велике шансе за пролаз и поразом од 2:3 опростили су се од такмичења у Европи.

### Иностранство
Огњеновић је у јануару 1999, у самој завршници зимског прелазног рока, прешао у Реал Мадрид. Преговори менаџера Зорана Векића и тада првог човека Реала Лоренца Санса потрајали су јер су Мадриђани имали вишак фудбалера у нападу. На крају је одлучено да Самјуела Етоа пошаљу на позајмицу како би направили простор за Огњеновића. Огњеновић код тренера Гуса Хидинка није добио шансу, а дебитовао је за Реал у завршници сезоне 1998/99. код наредног тренера, Џона Тошака. Највише времена на терену је провео у сезони 1999/00. код тренера Висенте Дел Боскеа. Забележио је 11 првенствених наступа, углавном улазећи у игру са клупе. Наступио је и на пет утакмица у Купу Шпаније, а у овом такмичењу је постигао и свој једини гол за Реал, 3. фебруара 2000. у осмини финала против Сарагосе. Освојио је Лигу шампиону 1999/00. са Реалом, али је у овом такмичењу наступио на само на две утакмице, провевши на терену укупно 15 минута (11 минута против Бајерна у групи, и четири минута против Манчестер јунајтеда у четвртфиналу). У сезони 2000/01. Реал је освојио титулу првака Шпаније, али Огњеновић у овој сезони није забележио ниједан наступ па му се овај трофеј не приписује. У августу 2001. је раскинуо уговор са Реалом.
Након што је напустио Реал, Огњеновић наредних шест месеци није имао клуб, па је тренирао са својим тренером. У јануару 2002, је након одрађене пробе потписао уговор са немачким бундеслигашем Кајзерслаутерном. У Кајзерслаутерну је забележио тек два првенствена наступа, и на крају сезоне 2001/02. је напустио клуб. У јануару 2003. одлази на пробу у кинески Далијан, чији је тренер био Милорад Косановић. У овом клубу се задржао тек око два месеца. У новембру 2003. потписује за Динамо Кијев. У украјинском клубу је провео нешто више од годину дана, али је током тог периода углавном играо за Б тим. У другом делу сезоне 2004/05. је играо за француског друголигаша Анжер, а у мају 2006. одлази у Малезију где потписује за Селангор. У децембру 2006. се враћа у европски фудбал и потписује за грчког прволигаша Ерготелис. Након годину и по дана напушта Ерготелис, а затим у сезони 2008/09. игра за грчког друголигаша Калитеу.

### Јагодина
Огњеновић је 29. јула 2009. године потписао за Јагодину, па се тако после више од десет година вратио у српски фудбал. Дебитовао је за Јагодину у 1. колу такмичарске 2009/10. у Суперлиги Србије, када је на градском стадиону у Јагодини гостовала Црвена звезда. Гости из Београда су славили са 3:0, а Огњеновић је на терен ушао у 58. минуту уместо Ирфана Вусљанина. Први гол у дресу Јагодине је постигао 6. марта 2010. у победи над ОФК Београдом 3:2. Два гола је постигао 17. априла 2010. у победи 1:4 на гостовању БСК Борчи. Јагодина је сезону 2009/10. завршила на шестом месту Суперлиге Србије, а Огњеновић је у овом такмичењу на 25 одиграних утакмица постигао три гола и забележио пет асистенција.
Огњеновић је провео и сезону 2010/11. у Јагодини, у којој је одиграо 18 првенствених утакмица. Након ове сезоне је завршио играчку каријеру.

## Репрезентација
У дресу репрезентације СР Југославије је одиграо осам утакмица. Дебитовао је 12. новембра 1995. године против Ел Салвадора (4:1), а последњи меч је одиграо против САД у победи од 1:0 на Светском првенству у Француској 1998. године, када је у игру ушао у 30. минуту. На том Мундијалу улазио је у игру у другом полувремену мечева против Ирана (1:0) и Немачке (2:2).

## Тренерска каријера
Лета 2015. је почео да ради у омладинској школи Црвене звезде. У фебруару 2017. је постављен за селектора репрезентације Србије до 17. година. Успео је ову селекцију да одведе на Европско првенство 2017. у Хрватској. У конкуренцији Немачке, Републике Ирске и Босне и Херцеговине, Србија није успела да прође групну фазу на Европском првенству. Након тога је Огњеновић био селектор и репрезентације Србије до 18. година, а са те позиције је смењен у августу 2018.
У марту 2020. је преузео босанскохерцеговачког премијерлигаша Звијезду 09.

## Трофеји

### Црвена звезда
- Првенство СР Југославије (1) : 1994/95.
- Куп СР Југославије (3) : 1994/95, 1995/96, 1996/97.

### Реал Мадрид
- УЕФА Лига шампиона (1): 1999/00.

### Динамо Кијев
- Првенство Украјине (1): 2003/04.
- Куп Украјине (1): 2004/05.